# Acton Bridge
Acton Bridge est une paroisse civile et un village du Cheshire, en Angleterre.